# Polyxenus hangzhoensis
Polyxenus hangzhoensis är en mångfotingart som beskrevs av S. Ishii och Liang 1990. Polyxenus hangzhoensis ingår i släktet Polyxenus och familjen penseldubbelfotingar. Inga underarter finns listade i Catalogue of Life.